# Francisco García Solsona
Francisco 'Fran' García Solsona (Vila-real, 7 de desembre de 1992) és un futbolista valencià que juga com a lateral esquerre a l'Anorthosis Famagusta FC.

## Carrera de club
García es va formar al planter del Vila-real CF, i hi va debutar com a sènior el 2009, moment a partir del qual va aparèixer regularment amb el Vila-real CF C a Tercera Divisió durant diverses temporades. El 19 de juny de 2010 va debutar amb el Vila-real CF B, jugant deu minuts en una derrota a casa per 1–2 contra la UD Salamanca en partit de Segona Divisió championship.
El 16 de juliol de 2014, després de jugar habitualment a Segona Divisió B, García va signar contracte per dos anys amb l'Albacete Balompié, acabat de promocionar a segona. El 22 de gener de l'any següent, després d'haver jugat rarament, va retornar al Vila-real B cedit fins al juny.
García es va traslladar a l'estranger l'estiu del 2016 unint-se a l'ASA 2013 Târgu Mureș de Romania però, poc després, va tornar a Espanya amb el CF Fuenlabrada de tercera divisió a causa dels problemes econòmics del primer. El juliol del 2018 va tornar tant a la segona categoria com a l'Albacete. Va marcar el seu primer gol com a professional el 28 d'octubre de 2020, obrint el marcador en un eventual empat a casa 1-1 amb la UD Las Palmas.
El 10 de juliol de 2021, l'agent lliure García va acceptar un contracte amb el Burgos CF també a la segona divisió. Dos anys més tard, va fitxar per l'Anorthosis Famagusta FC de la Primera Divisió xipriota.